# Garden City, Kansas
Garden City är en stad i Finney County, Kansas, USA med 28 451 invånare (2000). 
En av sevärdheterna i staden är den kommunala simbassängen på 403 Fourth Street, som i många år marknadsförts som världens största avgiftsfria kommunala utomhussimbassäng av betong (The Largest Outdoor, Concrete, Free Municipal Pool in the World). Bassängen kallas normalt Big Dipper och byggdes 1922. Den upptar ett halvt kvarter och rymmer uppskattningsvis 10 000 kubikmeter vatten.